# Hilaira vexatrix
Hilaira vexatrix är en spindelart som först beskrevs av O. Pickard-Cambridge 1877.  Hilaira vexatrix ingår i släktet Hilaira och familjen täckvävarspindlar. Inga underarter finns listade i Catalogue of Life.